# Вулиця Замарстинівська
Вулиця Замарсти́нівська — вулиця у Шевченківському районі Львова, місцевості Підзамче та Замарстинів. Починається від старовинної церкви святого Миколая при вулиці Богдана Хмельницького, тягнеться на північ та північний захід до меж міста (у напрямку селища Брюховичі). Є однією з магістральних вулиць Львова.
Прилучаються вулиці Медова, Детька, Під Дубом, Татарська, Долинського, Лемківська, Тесленка, Гайдамацька, Софії Яблонської, Хімічна, Ткацька, Дашкевича, Реміснича, Циганівка, Східна, Баронча, Рафала Лемкіна, Городницька, Липинського, Торф'яна, Лінкольна, Левка Лук'яненка, Грабова, Уманська, Райніса, Сріблиста, Сеньковича, Мазепи, Варшавська, Топольна та Рослинна

## Історія
У 1386 році перший обраний війт Львова Андреас Зоммерштайн (нім. Andreas Sommerstein, теж Zommersteyn) разом з братом Йоганном (Яном) Зоммерштайном заложив за містом на площі 12 ланів маєток Sommersteinhof, довкола якого з часом виросло село, яке стали називати Замарстиновом.
Вулиця виникла на місці дороги, що вела від Волинського шляху до підміських осель Замарстинова, Голоска, Брюхович. З другої половини XVII століття (не пізніше 1659 року) і до середини XIX століття вулиця мала назву Муровані Мости, бо вела до кам'яного мосту через штучний, нині зниклий рукав річки Полтви (Нова Полтва, інша назва — Корито), який протікав уздовж північних меж міста. Міст розташовувався на розі сучасних вулиць Замарстинівської і Лемківської, при ньому також діяла Замарстинівська (Голосківська) рогатка (перенесена до 1844 року у місцевість поблизу рогу сучасних вулиць Замарстинівської та Городницької, де проіснувала до початку XX століття).
У 1871 році частина вулиці, що пролягала у межах міста, до залізниці, отримала офіційну назву Замарстинівська, на згадку про приміське селище Замарстинів, засноване у 1389 році на Белзьких полях львівський міщанин Андреас Зоммерштайн. У ті часи межа між територією Львова та Замарстинова проходила нинішніми вулицями Романа Дашкевича та Хімічною. Частина вулиці, що пролягала територією Замарстинова до 1931 року (до включення села у межі міста) мала назву Львівська.
На Замарстинові було багато дрібних підприємств, місцеві мешканці також займалися садівництвом, тож одна з бічних вулиць була названа Городницькою. Тут була відкрита Огороднича школа, перетворена за радянських часів на технікум гідромеліорації (вул. Замарстинівська, 167). За незалежної України — Екологічний коледж Львівського національного аграрного університету.
У 1870 році над вулицею спорудили металевий міст — один з чотирьох мостів, прокладених під насипом збудованої у 1868—1870 роках залізничної колії через Підзамче на Броди та Підволочиськ (три інших мости пролягли над вулицями Джерельною, Клепарівською-Липинського та проспектом Чорновола).
У 1907 році вулицею Замарстинівською проклали лінію електричного трамваю, яка потім прямувала вулицею Бальоновою (тепер Гайдамацька) до станції Підзамче. Пізніше трамвайну лінію подовжили до вулиці На Торфах (нині — вулиця Торф'яна).
На початку XX століття у будинку № 26 розташувався комісаріат (ландвійтовський уряд) Жовківської дільниці м. Львова.
За часів німецької окупації вулиця Замарстинівська стала головною вулицею єврейського гетто, що було відокремлене від «арійської частини» міста колючим дротом. Через його територію продовжували курсувати трамваї, але без зупинок. Всього у гетто було загнано понад 100 тисяч євреїв, більшість з яких загинула у нацистських таборах смерті.
Після Другої світової війни вулиця у жовтні 1945 року отримала назву Київська, проте нова назва не прижилася, і вже в грудні того ж року вулиці повернули довоєнне іменування. Втім, уже наступного 1946 року вулицю перейменували на вулицю Калініна, на честь першого голови Верховної Ради СРСР Михайла Калініна (1875—1946). У 1990 році Львівська міська рада ухвалила рішення щодо повернення вулиці історичної назви Замарстинівська.

## Забудова

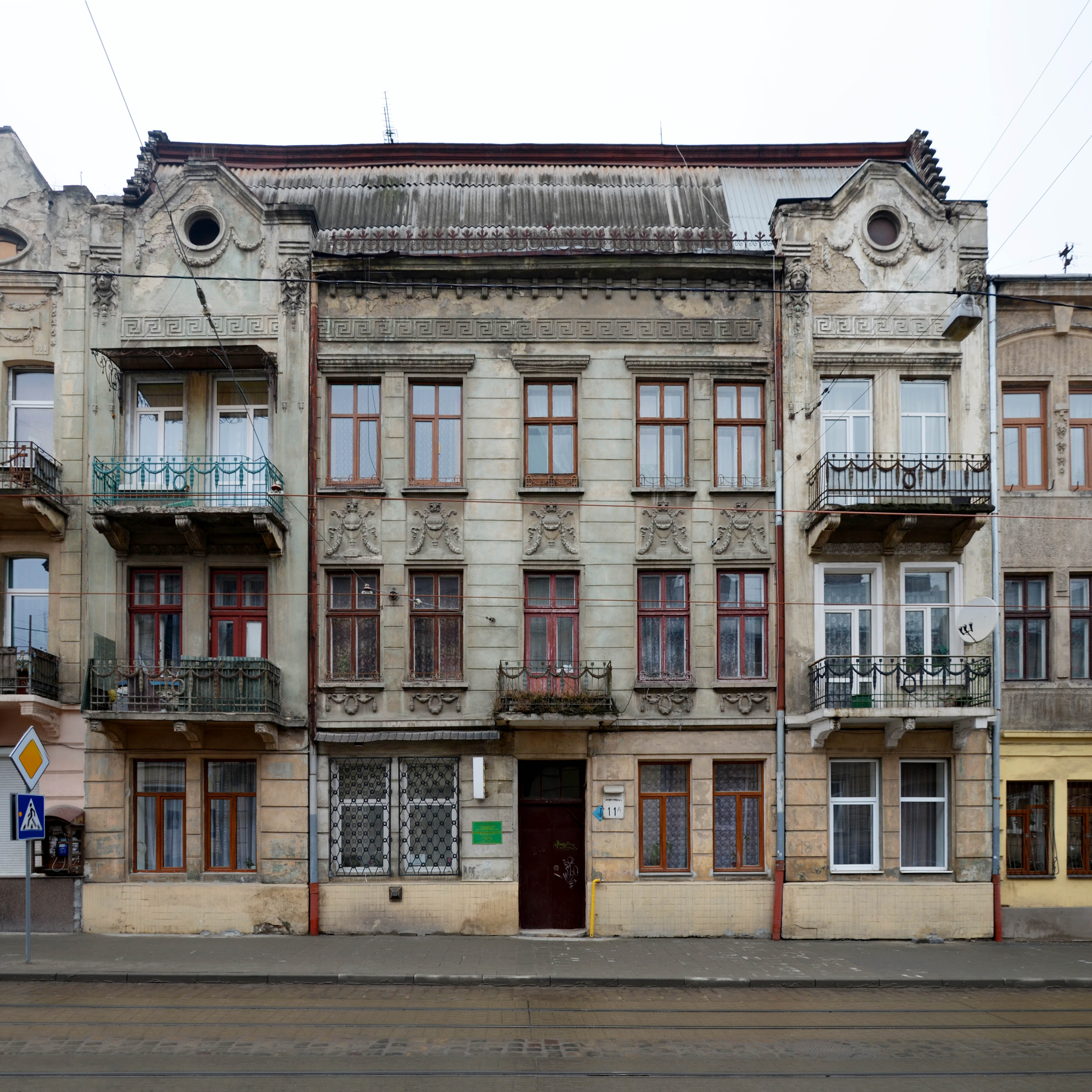
Будинок № 11а

Вулиця Замарстинівська від свого початку до вулиці Дашкевича забудована переважно дво- та триповерховими кам'яницями кінця XIX та першої половини XX століття. Цікаво, що нумерація вулиці починається не від самого початку, а з середини першого кварталу (між початком та вулицею Медовою).
Будинок № 1 — триповерхова чиншова кам'яниця, зведена близько 1902 року на місці старого будинку. Фасад оздоблений у стилях історизму та віденської сецесії, і прикрашений чотирма маскаронами у вигляді жіночих голів та двома пласкими маскаронами у вигляді голів сатирів. За часів Другої Польської республіки у будинку розташовувалося ательє жіночих капелюхів Папєра, перукарня Фішера та майстерня годинників Кранца. Сусідній триповерховий будинок № 3 зведений у ті ж часи та в подібному стилі, його фасад з боків прикрашений двома ризалітами, що завершуються аттиками із великим сецесійними маскаронами у вигляді жіночих голів. Чотириповерхова кам'яниця № 5 збудована у 1910-х роках на місці старої будівлі, у стилі раціональної постсецесії з мотивами неоготичного стилю. У будинку до 1939 року розташовувалася фабрика та склад паперових виробів Крігера та ще одна годинникарська майстерня, що належала майстрові Самуелю Кацу. У будинку № 4 у першій третині XX століття діяв магазин біжутерії Кюнстлера.
Під № 7 у 1824 році були зведені у стилі австрійського класицизму казарми для австрійського війська, які отримали назву «Великих» (на відміну від сусідніх Малих). На початку XX століття тут розташовувався штаб 1-го і 3-го батальйонів цісарського та королівського Галицького піхотного полку № 80, близько 70 % особового складу якого становили галицькі русини, зокрема у 1910-х роках тут служив хорунжий Іван Чмола, один із засновників «Пласту». У листопаді 1918 року тут перебувала група Українських січових стрільців на чолі із чотарем Рогуцьким. У будівлі збереглося внутрішнє первісне планування із довгими коридорами та півциркульними склепіннями, сходові клітки першої половини XIX століття.
Трохи далі, за перехрестям з вулицею Детька, під № 9 розташовані так звані Малі касарні, зведені на місці вірменського жіночого монастиря. Ще з княжих часів (на думку деяких істориків — з 1180-х років) на цьому місці стояла дерев'яна вірменська церква Святого Хреста, замість якої у 1629—1637 роках звели цілий комплекс, до складу якого входили кам'яний храм, жіночий монастир та цвинтар. У 1671 році вірмено-католицький єпископ Миколай Торосович передав монастирські келії римо-католицькому ордену театинців, залишивши за вірменською громадою церкву та цвинтар. У 1747 році театини продали монастирські будівлі ордену Лазаристів, яких називали ще Місіонерами. Місіонери переобладнали монастир та добудували при ньому костел Святого Казимира, за проєктом архітектора Бернарда Меретина. Під час реформ цісаря Йосифа II ченців-місіонерів виселили, а в колишньому монастирі улаштували спочатку шпиталь, а потім касарні та військову в'язницю, відому як Замарстинівська в'язниця. Костел Святого Казимира перебудували на гарнізонний суд. У червні 1941 року Замарстинівська в'язниця (тоді — Львівська тюрма НКВС № 2) стала місцем масового винищення органами НКВС сотень людей. Тепер комплекс Малих касарень належить до Львівського державного університету внутрішніх справ, а у відновленому храмі Святого Хреста відбуваються екуменічні богослужіння. Малі касарні також внесені у перелік пам'яток національного значення.
На парному боці вулиці під № 8 розташована триповерхова чиншова кам'яниця, зведена в еклектичному стилі у 1886—1887 роках архітектором Якубом Соломоном Крохом та перебудована у 1920-х роках. Чотириповерхова кам'яниця під № 10 зведена у 1912 році у стилі постсецесії з елементами історизму, у 1920-х—1930-х роках тут розташовувалася фабрика свічок, мила і паперових торбинок Гальперіна. Будинки від № 12 до № 26 — типові кам'яниці 1880—1890 років, зведені в еклектичному стилі з елементами історизму. За польських часів у будинку № 16 діяв магазин біжутерії Фінкельштайна, у будинку № 20 — перукарня Грюнтиха, у будинку № 26 — фабрика корків Друкера. У будинку № 24 за польських часів містилася майстерня з виготовлення мастил Шрайбера, а також від початку XX століття у кількох корпусах діяла кондитерська фабрика «Dr. Jan Rucker i Sp.». Продукція фабрики продавалися в Угорщині, Моравії, Сілезії, Буковині. У Львові працювали дві фірмові крамниці на вулиці Кароля Людвіка і на площі Голуховських. Будинок № 28 — чиншова кам'яниця, яка мала два внутрішніх подвір'я та офіцини. Кам'яниця під № 30 зведена у 1870 році, фасад будинку має неглибокий ризаліт, прикрашений чотирма колонами коринфського ордеру та балконом. Сусідня двоповерхова чиншова кам'яниця (№ 32) також зведена у 1870-х роках. Триповерхова наріжна кам'яниця (№ 34) збудована на початку XX століття та оздоблена у стилях сецесії та історизму.
Під № 11 (стара адреса — Замарстинівська, 9а) розташована львівська середня загальноосвітня школа № 87 імені Ірини Калинець. Будівлю зведено на початку XX століття для міської народної виділової школи імені Яна Собеського. Будівля зведена у стилі неоренесансу, фасад будівлі прикрашено трьома аттиками. Два ренесансно-барокові портали-входи, що колись вели до хлопчачого і дівочого відділів школи, облаштовані симетрично та прикрашені картушами, у яких первісно були герби Львова. У 1950-х роках у будинку також містилися середня школа № 58 та неповна середня школа № 19 міського відділу народної освіти з російською мовою викладання, а також школа фабрично-заводського навчання № 20. 21 грудня 2017 року ухвалою ЛМР середній загальноосвітній школі № 87 присвоєно ім'я відомої української дисидентки, письменниці, поетеси Ірини Калинець.
За залізницею продовжується ділянка старої забудови вулиці Замарстинівської, переважно з непарного боку. Наріжний триповерховий будинок, що зберіг стару нумерацію — № 11, зведений у 1911 році у стилі пізньої сецесії за проєктом Ігнатія Віняжа для Йонаша Тартика. Його фасад прикрашений ліпниною, трикутними (у наріжнику — круглими) фронтонами та шістьма балконами із сецесійною металевою огорожею. Сусідня кам'яниця № 11а зведена того ж року та у подібному стилі для купця Самуеля Райснера, фасад будинку прикрашений меандровим орнаментом та двома парами жіночих маскаронів на бічних ризалітах. Обидва будинки з 1991 року внесені у перелік пам'яток архітектури місцевого значення під охоронними № 2119-м та № 2120-м відповідно.

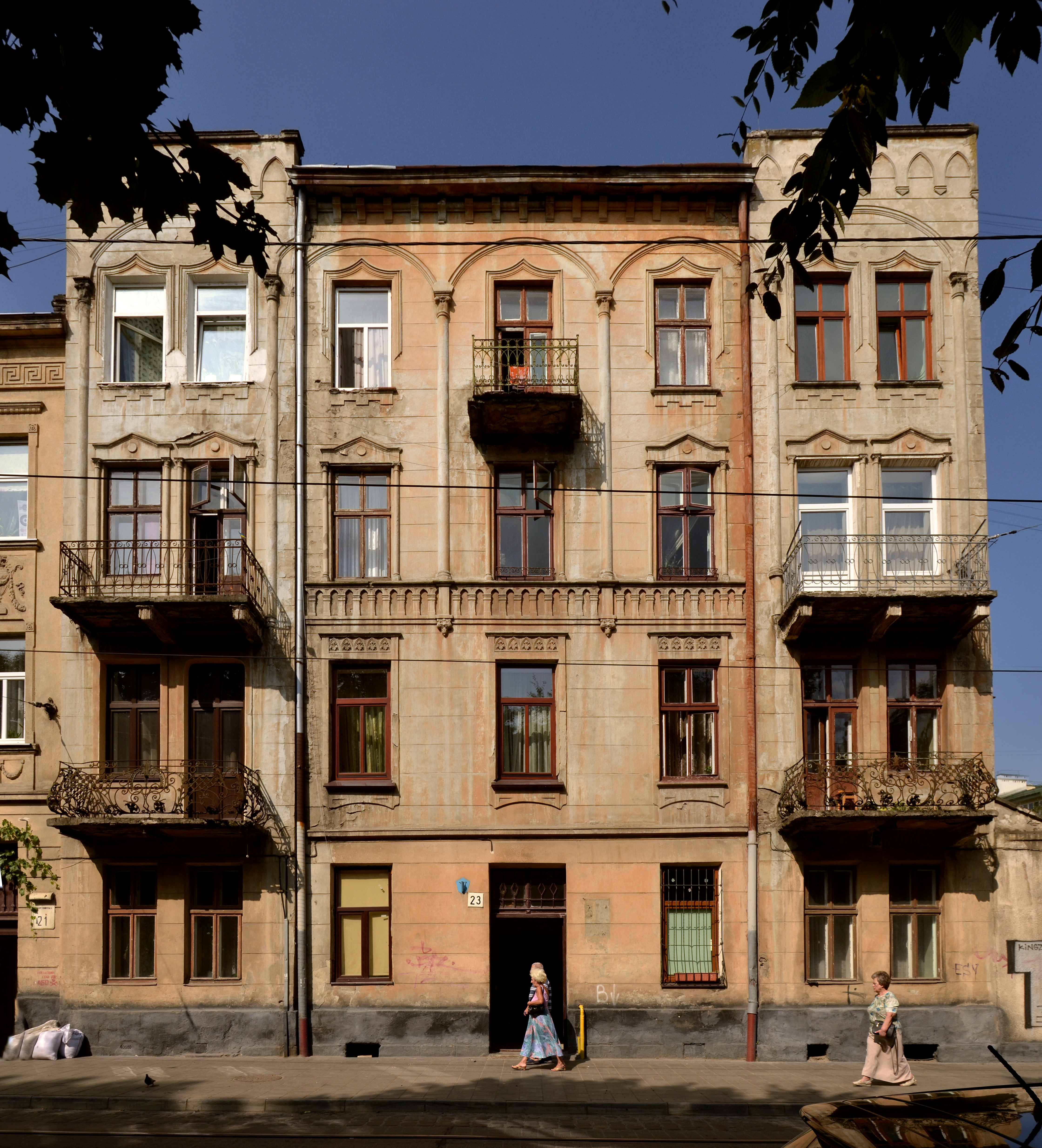
Будинок № 23

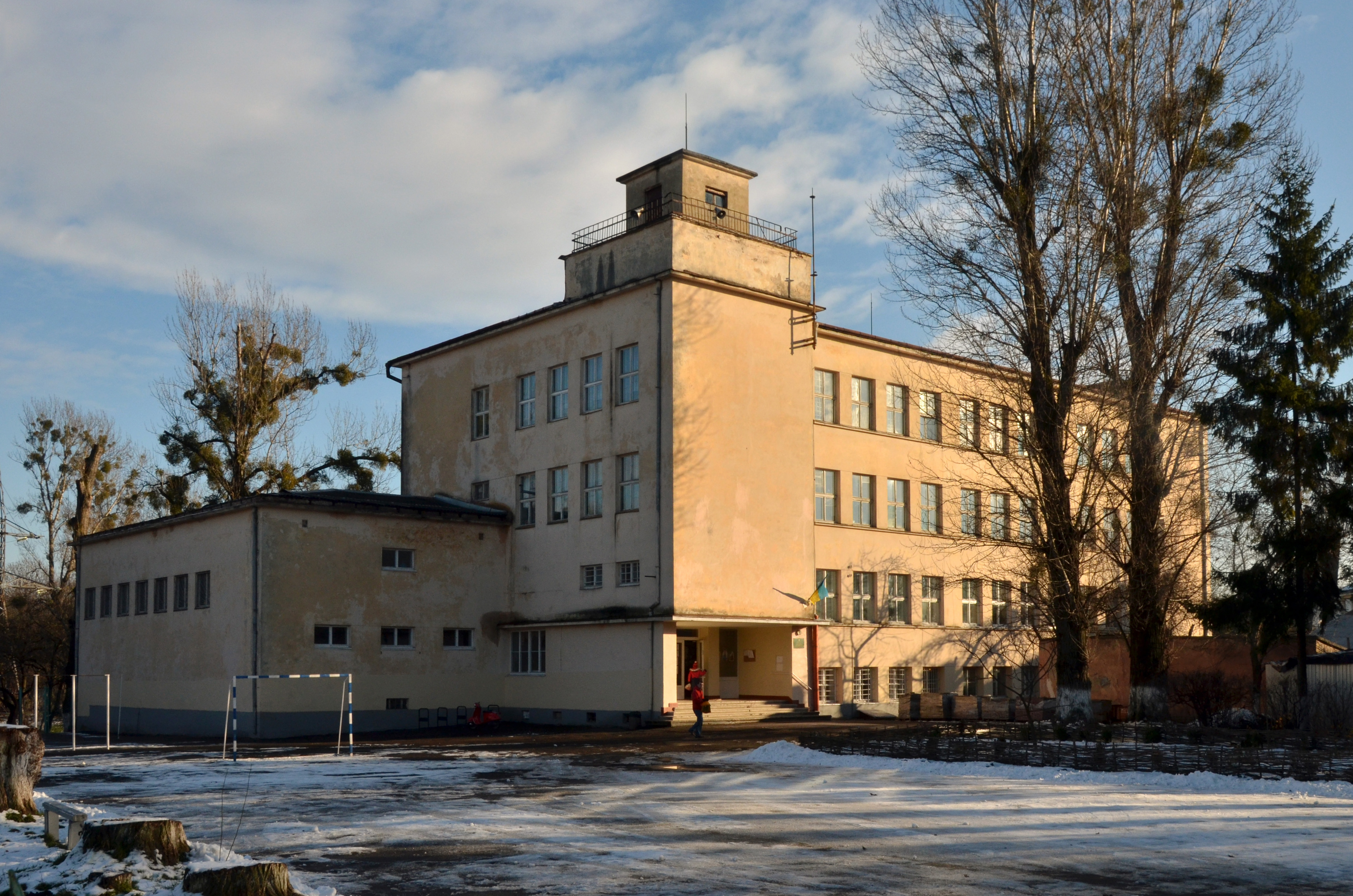
Будинок № 132а

Наріжний будинок № 15 зведений у 1910-х роках у стилі раціональної постсецесії, за польських часів тут була торгівля худобою Каппера та цукерня Шумана. Фасад будинку прикрашений ризалітом із аттиком, оздобленим гірляндами; збереглася оригінальна брама із типовим для постсецесії віконцем-світликом у вигляді віяла. Триповерхові будинки № 17, № 19 та № 21 — типові сецесійні чиншові кам'яниці 1910-х років, у 1920-х—1930-х роках у будинку № 17 містилася перукарня Балана, у будинку № 21 — ательє дамських капелюхів Анни Штарк та магазин кухонного посуду Локера. Чотириповерховий будинок № 23 побудований у 1910-х роках у стилі раціональної постсецесії, фасад будинку має оригінальний декор у стилі середземноморської готики. До війни тут містилася перукарня Саландера. Поруч, під № 25 розташована невелика одноповерхова нежитлова будівля 1970-х років. Наприкінці XVIII століття на цьому місці був палац князів Четвертинських, позначений на плані Львова 1770 року під № 13. У XIX столітті на місці палацу стояла чиншова кам'яниця, в якій у 1902 року містився офіс архітектора Михайла Голейка, який будував у селах Галичини дерев'яні церкви у народному стилі. За часів Другої Польської республіки у будинку № 27 розташовувався ресторан Бріфера, у будинку № 30 — комісаріат народної поліції четвертого району, у будинку № 33 — перукарня Кьоніга, у будинку № 35 — фабрика газованої води Пордоса, у будинку № 45 — пекарня Вольтера. Триповерховий будинок № 39, збудований у міжвоєнний період у стилі конструктивізму, нині тут міститься комунальна 5-а стоматологічна поліклініка м. Львова. Триповерховий наріжний будинок № 49 зведений у 1910-х роках у стилі раціональної постсецесії. Фасад має стримане оздоблення пілястрами з іонічним завершенням. За польських часів тут містилася перукарня Фінка, у 1950-х—1980-х роках — технікум механічної обробки деревини, у наш час цю адресу має Львівська обласна станція захисту рослин.
Парний бік на цій ділянці вулиці забудований менш щільно. На розі з вулицею Долинського стоїть триповерхова наріжна кам'яниця (№ 36), зведена у 1910-х роках, в екстер'єрі якої поєднуються елементи історизму та пізньої сецесії. Наріжник будинку прикрашений аттиком із рельєфним зображенням вази, фасад оздоблений меандровим орнаментом на рівні вікон третього поверху, деякі з яких прикрашені знизу невеликим жіночими маскаронами. У першій половині XX століття тут містився магазин спілки «Волокно». Сусідній двоповерховий будинок № 38 зведений близько 1890 року у стилі історизму. Фасад будинку симетричний, на дев'ять вікон, в центрі розташована широка дерев'яна брама, над нею — балкон із бароковою кованою огорожею. Наприкінці XIX — на початку XX століття тут мешкав журналіст і письменник Володимир Луцик. Далі, до перехрестя з вулицею Гайдамацькою, на парному боці Замарстинівської простягається територія ветеринарної військової лабораторії № 186, за нею стоїть триповерхова сучасна офісна будівля та трохи далі — невеликий ринок. Триповерховий будинок № 50 зведений у 1890-х роках у стилі історизму. Фасад будинку на рівні першого поверху рустований, вище — викладений нетинькованою цеглою. Вікна другого і третього поверхів оздоблені ліпниною, фасад завершується карнизом із консолями. Наріжник прикрашений балконами із кованою огорожею у стилі бароко. У будинку № 54 з першої третини XX століття міститься аптека, яка за часів Польської республіки належала аптекареві Квартнеру. За польських часів у двоповерховій кам'яниці кінця XIX століття під № 51 діяло виробництво круп Дрекера, у будинку № 56 розташовувалася кондитерська Крамарчука, у будинку № 58 — картонна фабрика Герцога.
Приблизно від перехрестя із сучасними вулицями Дашкевича та Хімічною міська вулиця Замарстинівська до 1931 року переходила у вулицю Львівську, що територіально належала підміському селу Замарстинів. Під № 53 (колишня адреса — вулиця Львівська, 1) розташовувався триповерховий будинок початку XX століття та кілька одно- та двоповерхових прибудов. У 1910-х роках тут розташовувалися численні майстерні та склади, зокрема, майстерня з виробництва возів та екіпажів Яна Лісовського і майстерня з виготовлення овальних рам М. Вайцмана. За радянських часів тут діяв меблево-паркетний комбінат, у 1960-х—1980-х роках — цех № 1 м'яких меблів фірми «Карпати», за часів незалежності територію колишнього цеху зайняли різні дрібні підприємства. У 2019—2020 роках на місці цього будинку  споруджена одна з багатоповерхівок житлового комплексу «Avalon Time». В будинку № 54 у міжвоєнний період містилася аптека Я. Квартнера «Під Зґодою».

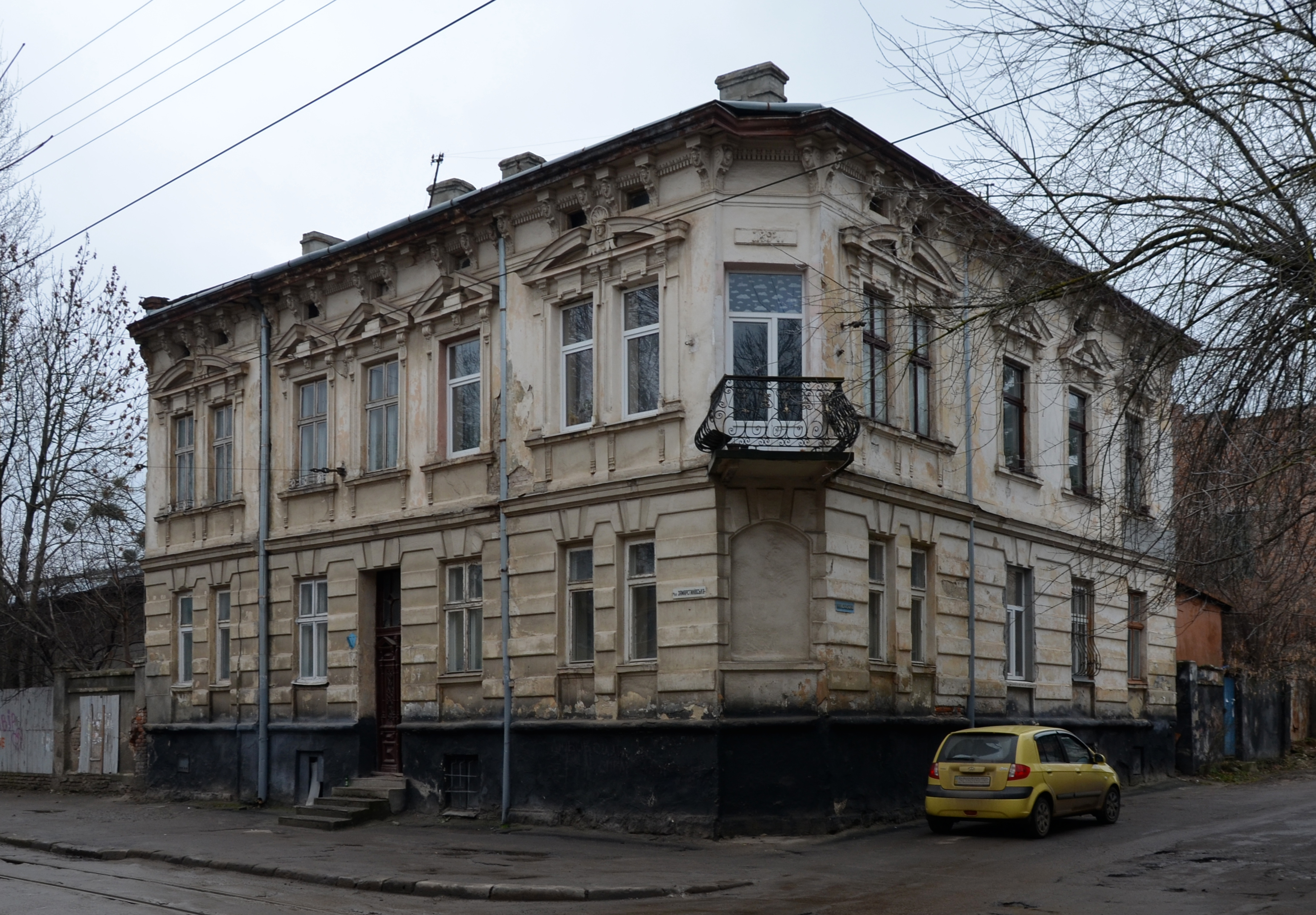
Будинок № 67

Двоповерховий наріжний будинок № 67 — типова чиншова кам'яниця, побудована у 1890-х роках у стилі еклектичного історизму. Наріжник прикрашений балконом із кованою бароковою огорожею, над вікном другого поверху — табличка із датою будівництва кам'яниці, проте остання цифра пошкоджена. Збереглися старовинні дерев'яні двері із мереживними металевими ґратами. За Польщі в одному з приміщень будинку містився приватний медичний кабінет (екстрені випадки), що належав до шістнадцятого району дільничних лікарів м. Львова.
Наріжний будинок № 64 — триповерхова чиншова кам'яниця, зведена близько 1910 року у стилі раціональної постсецесії. У 1930-х роках тут містилися шинок Адольфа Крецера, а також поштове відділення № 23. За цією кам'яницею з парного боку вулиці простягається довгий ряд типових одно- та двоповерхових чиншових кам'яничок, зведених у 1890-х роках у типовому для тих часів стилі еклектичного історизму. Серед них виділяється будинок № 74, зведений у 1930-х роках у стилі функціоналізму. В будинку під № 68 містився притулок для безпритульних хлопців Замарстинівського міського комітету позашкільної допомоги (служба екстреної допомоги).
Під № 76, 78 до війни розташовувалася фабрика лиж та тенісних ракеток Яна Ассмана, за радянських часів тут була лижна експериментальна фабрика виробничого обладнання «Укрпромдинамо», за часів незалежності — ВАТ «Динамо-Інвест».
Будинок № 83 на розі із вулицею Малиновою споруджений на початку XX століття та оздоблений у стилі ранньої декоративної сецесії. Особливістю будинку є ніша для фігури Божої Матері над вхідною брамою. У 1930-х роках тут містилася аптека Й. Квантера, у 1950-х роках — 8-й районний відділення міліції. У будинку № 85, зведеному у 1972 році за типовим проєктом, за радянських часів містився ресторан «Червона рута», який серед місцевих мешканців мав неофіційну назву «Шантеклер». В будинку № 89 у міжвоєнний період містилася аптека «Санітас» Я. Рассової.
Двоповерхова наріжна кам'яниця під № 90, зведена у 1890-х роках у стилі історизму — останній на цій вулиці зразок замарстинівських будинків «міського характеру». Далі простягається переважно одноповерхова приміська забудова першої половини XX століття. Одноповерховий будинок № 100 зведений у 1890-х роках у стилі еклектики. У будинку № 108 у 1910-х роках містився масарський заклад Адольфа Теличка. Серед одноповерхової забудови виділяється двоповерховий будинок № 112, зведений у 1920-х роках у стилі дворкового неокласицизму для замарстинівської школи імені Юліуша Словацького. Фасад будинку має вигляд трикутного портику на чотирьох півколонах. Ніша, де розташоване центральне вікно, вказує на місце первісного входу до будівлі. У 1980-х роках тут перебував міський Палац піонерів. У 1993 році цей будинок внесли до реєстру пам'яток архітектури місцевого значення під охоронним № 2437-м.
Будинок № 127 зведений у 1930-х роках у стилі функціоналізму. У 1950-х роках тут містилася 2-а міська пожежна команда, пізніше розташувалася Львівська фабрика швейних спортивних виробів. Будинок № 130 побудований на межі XIX—XX століть у стилі історизму та значно перебудований у 1980-х роках. В одноповерховому будинку № 132, зведеному на початку XX століття, до 1938 року містилася стара школа Замарстинова. За цим будинком у 1936—1938 роках спорудили нову, чотириповерхову шкільну будівлю у стилі функціоналізму. Вежа будівлі, де розташовані сходовий майданчик та спортзал, мала слугувати також і спостережним пунктом для пожежної охорони. Нині в будівлі міститься львівська середня загальноосвітня школа № 78. За будинком № 132 до 1970-х років вулиця Замарстинівська перетинала русло Полтви, пізніше забране у колектор.
За церквою Священомученика Йосафата (№ 134а) з парного боку простягається сквер, з непарного — ряд малоповерхових будинків 1910-х—1930-х років. За сквером височіють дві десятиповерхівки з білої силікатної цегли, зведені на межі 1970-х—1980-х років. За цими багатоповерхівками залишилася ділянка старої забудови Замарстинова, серед якої виділяються будинок з мезоніном 1920-х років (№ 166) та двоповерховий будинок межі XIX—XX століть (№ 168), що первісно належав Виховному закладу для хлопчиків отців Альбертинів, а пізніше тут розташувався львівський сільськогосподарський технікум плодоовочівництва. Згідно наказу Міністерства сільського господарства УРСР від 13 вересня 1958 року № 750, Львівський сільськогосподарський технікум плодоовочівництва переведений зі Львова у с. Новоселище на Золочівщині. Нині — Золочівський коледж Львівського національного аграрного університету. В будинку № 153 за Польщі містився приватний медичний кабінет (екстрені випадки), що належав до сімнадцятого району дільничних лікарів м. Львова.
Трохи далі, житловий будинок під № 168, в якому у радянський час містився гуртожиток львівського інструментального заводу. У липні 2012 року цей будинок переданий заводом у комунальну власність міста Львова. Під № 170 у 1903 році збудували Першу львівську фабрику пресованих дріжджів, солоду і спирту (автори проєкту — архітектори Альберт Захарієвич та Юзеф Сосновський), що належала родині Бачевських. У 1920-х роках власники переобладнали її на фабрику горілок та лікерів. З приходом радянської влади у 1939 році фабрику було націоналізовано, а вже по закінченню другої світової війни, у 1946 році, на базі приміщень колишньої фабрики та корпусів комерційного банку, ліквідованого 1945 року, створено львівський інструментальний завод. Підприємство спеціалізувалося на виробництві металорізального інструменту — фрез, мітчиків та плашок. 22 червня 2018 року виконавчим комітетом Львівської міської ради погоджено будівництво офісно-житлового комплексу з вбудованими приміщеннями громадського призначення та підземним паркінгом ПрАТ «Львівський інструментальний завод» на території колишнього заводу.
При перехресті з сучасною вулицею Мазепи у 1930—1937 роках був споруджений комплекс відпочинку і спорту з відкритими басейнами «Замарстинів», що складався з стрілецького комплексу, збудованого у 1930–1931 роках, відкритого басейну, збудованого у 1934—1937 роках, на кошти Фонду праці та частково з коштів громади м. Львова. та за проектом інженерів Юзефа Мостовського та Яна Ковальського, будівлі купальні й трампліну — за проектом інженера-архітектора Тадеуша Карасинського, статичний розрахунок конструкцій трампліну — Станіслав Дулемба. Будівельні роботи провів Юзеф Мостовський. Інсталяцію водогінно-насосної станції басейну виконала у січні 1935 року фірма Антонія Кунца. За радянських часів це була навчально-спортивна база «Спартак», яка у 2000-х роках перетворилася на руїну. На місці колишнього спорткомплексу «Спартак» у 2017—2019 роках спорудили сучасний мультифункційний комплекс «Спартак» з льодовою ареною, басейном, готелем та торговими площами.

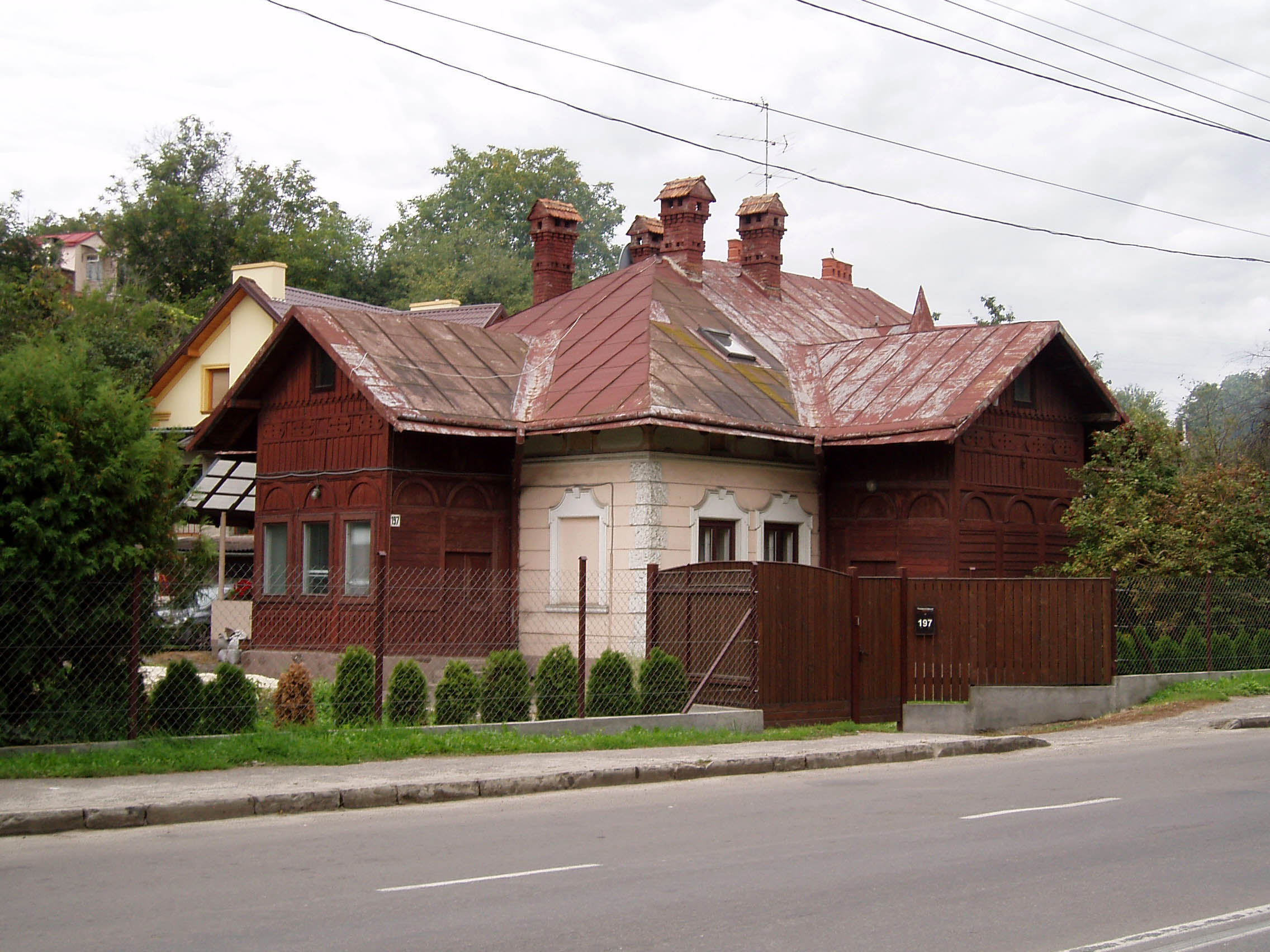
Будинок № 197

Непарний бік від вулиці Яніса Райніса до вулиці Варшавської забудований одноповерховими садибами першої половини XX століття. Серед них можна виділити зведений наприкінці XIX століття у «швейцарському» стилі одноповерховий будинок № 197, у якому розташовувалася школа для дітей з підміських сіл Голоско та Замарстинова. 1993 року будинок внесений до реєстру пам'яток архітектури місцевого значення під охоронним № 2438-м. Ще однією пам'яткою архітектури місцевого значення під охоронним № 2439-м на цій ділянці є триповерховий будинок № 213, споруджений на початку XX століття. Належав подружжю меценатів Михайлові та Олімпії Стецкевичам (Стеткевичам). Тут у міжвоєнний період містився Народний дім «Просвіта» підміського села Голоско.
Від перехрестя з вулицею Топольною простягається ділянка малоповерхової забудови різних часів. Будинки № 180, 184, 190, 196, 243, 252, 253, 260, 270 зведені наприкінці XIX — на початку XX століття. Будинок № 212 — дерев'яний, зведений наприкінці XIX століття. У будинку № 219, спорудженому у 1960-х роках, до 1980-х років містився будинок культури Шевченківського району, від часів незалежності — Львівська державна музична школа № 3.
Під № 233 міститься споруджений у 1990-х роках комплекс лікарні із поліклінікою відділу медичного забезпечення Головного управління МВС України у Львівській області. Поряд з лікарнею упродовж 2014—2019 років споруджений сучасний багатоквартирний житловий комплекс «Моне».
Наприкінці вулиці Замарстинівської, в будинку № 274, що на узліссі Брюховицького лісу з 1910 року діє санаторій для легеневих хворих або ж протитуберкульозний санаторій, у другій половині XX століття перетворений на дитяче стаціонарне протитуберкульозне відділення, від 2010 року — дитяче стаціонарне протитуберкульозне відділення комунального закладу ЛОР медичного об'єднання «Фтизіопульмонологія». У 2023—2024 роках проведено реконструкцію лікувального корпусу медичної установи під будівлю для тимчасового проживання внутрішньо переміщених осіб, яким потрібен спеціальний нагляд.

## Релігійні заклади
На розі нинішніх вулиць Замарстинівської та Долинського розташовувалася дерев'яна церква Воскресіння Христового, вперше згадана у 1453 році. З 1529 року церква стала крилошанською, при ній відкрили школу та Воскресенське братство; парафія церкви у XVI столітті складалась з близька тридцяти парафіян. Церква часто ставала жертвою пожеж та ворожих набігів: у 1623 році вона згоріла вщент разом із навколишніми будинками, у 1695 році відбудовану церкву спалили татари під час свого останнього нападу на Львів. Зрештою під час касаційних реформ австрійського уряду кінця XVII століття, а саме 1784 року храм був закритий та згодом розібраний. За дослідженнями істориків церква у своєму останньому варіанті була дерев'яною, тридільною, з великою центральною банею, меншою банею над бабинцем та сигнатуркою над вівтарною частиною. Церква мала дерев'яний різьблений іконостас із 40 намісними образами. Біля церкви розташовувався цвинтар, оточений парканом із дерев'яною дзвіницею.
Між вулицями Замарстинівською, Долинського та Гайдамацькою стояла дерев'яна церква Введення Пресвятої Богородиці, що належала до жіночого монастиря святої Святої Катерини Олександрійської. Благословення на будівництво монастиря та церкви дав у 1591 році київський митрополит Михайло Рогоза, а у 1646 році молдовський господар Василь Лупул надав землю для будівництва. Церква постраждала під час Хмельниччини, проте була відбудована у 1659 році. Монастир розформували у 1784 році наказом цісаря Йосифа II, а церква простояла до 1809 року, після чого її розібрали і перевезли до села Мацошин, де вона згоріла у 1886 році.

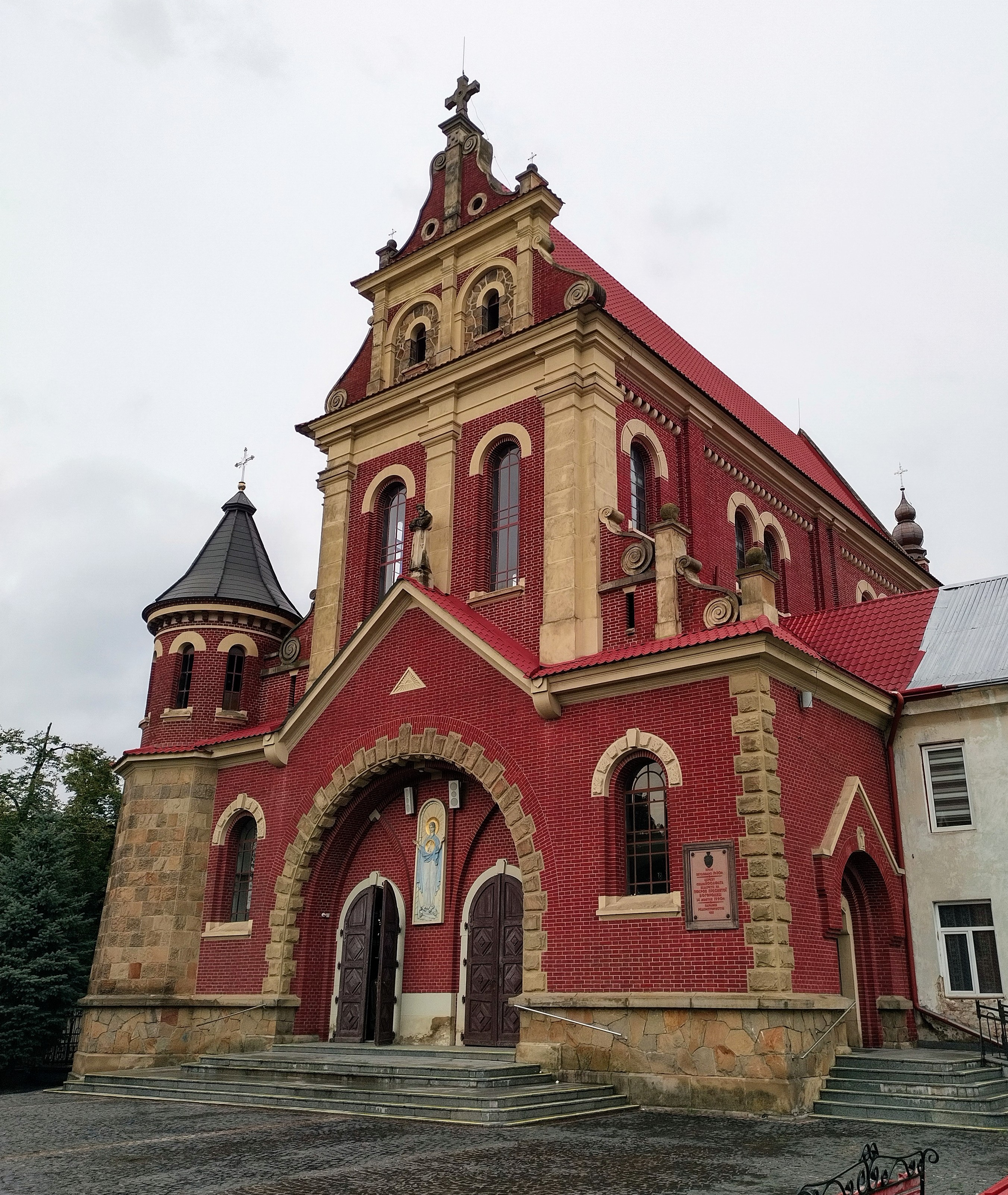
Церква Святого Йосафата

Під № 134 стоїть греко-католицька церква Священомученика Йосафата. У 1904 році на цьому місці розпочалося спорудження монастиря отців Капуцинів. У 1925—1930 роках при монастирі було споруджено костел Святого Франциска Асизького у стилі неоренесансу за проектом архітектора Яна Сас-Зубрицького. З 1990-х років храмовий комплекс належить оо. Редемптористам та включений до переліку пам'яток архітектури місцевого значення під охоронним № 1328-м. У храмі покояться мощі Блаженного Миколая Чарнецького.
Під № 225, між Замарстинівською та вулицею Заозерною розташований греко-католицький монастир святого Альфонса Марії де Лігуорі Львівської провінції чину Найсвятішого Ізбавителя з церквою святого Альфонса. Будівництво монастирського комплексу почалося у 1920-х роках, з 1927 року тут була резиденція настоятеля Львівської віце-провінції ЧНІ о. Йозефа Схрейверса, у 1936 році сюди перенесли семінарію Редемптористів. За радянських часів, у 1948 році монастир ліквідували, у його приміщення функціював протитуберкульозний диспансер № 2. У 1990 році колишній монастир повернули редемптористам.

## Пам'ятники та меморіальні таблиці
У 1895 році на бічній опорі мосту над вулицею Замарстинівською, зведеного у 1870 році, відкрили меморіальну таблицю з чорного мармуру, на знак вшанування битви із татарами, що відбулася у цій місцевості у лютому 1695 року. У битві перемогли мешканці міста та коронне військо на чолі з гетьманом Станіславом Яблоновським; цей напад татар став останнім в історії Львова. За радянських часів, під час реконструкції мосту, меморіальну таблицю прибрали.
1925 року у річницю листопадових боїв 1918 року відбулося урочисте відкриття пам'ятного знаку «Хрест малопольських відділів добровольчої армії», встановленого на фасаді будинку колишніх військових касарень на вулиці Замарстинівській, 7. До наших днів не зберігся.
Біля стіни колишнього костелу Святого Казимира (буд. № 9) у 1995 році за ініціативи Григорія Лупія відкрився пам'ятний знак з барельєфом скорботного янгола та меморіальна таблиця на згадку про жертв НКВС, закатованих у Замарстинівській тюрмі. У 2002 році поряд встановили пам'ятник жертвам політичних репресій (скульптори Іван Самотос та О. Криськів, архітектор Василь Каменщик).
На фасаді будівлі львівської середньої загальноосвітньої школи № 87, що на вул. Замарстинівській, 11, встановлено дві меморіальних таблиці: одна — відомій українській поетесі Ірині Калинець, відкрита 25 грудня 2015 року, а друга — випускнику школи, герою АТО Володимиру Павліву, відкрита 4 липня 2018 року.
На фасаді будинку № 21, у межах програми «Права, правосуддя і пам'яті міста», 11 листопада 2017 року відбулося урочисте відкриття меморіальної таблиці науковцю-правнику, автору терміну «геноцид» Рафалу Лемкіну, який мешкав тут під час навчання у Львівському університеті.
17 вересня 2024 року в приміщенні львівської середньої загальноосвітньої школи № 78, що на вул. Замарстинівській, 132а, відкрили одразу дев'ять пам'ятних таблиць випускникам загиблим на російсько-українській війні. Пам'ятні таблиці встановили загиблим воїнам: Віталію Федору, Богдану Святошенку, Степану Толопкові, Миколі Марчишину, Юрію Гуку, Артуру Головіну, Романові Денису, Володимиру Смику, Степану Полулященку.

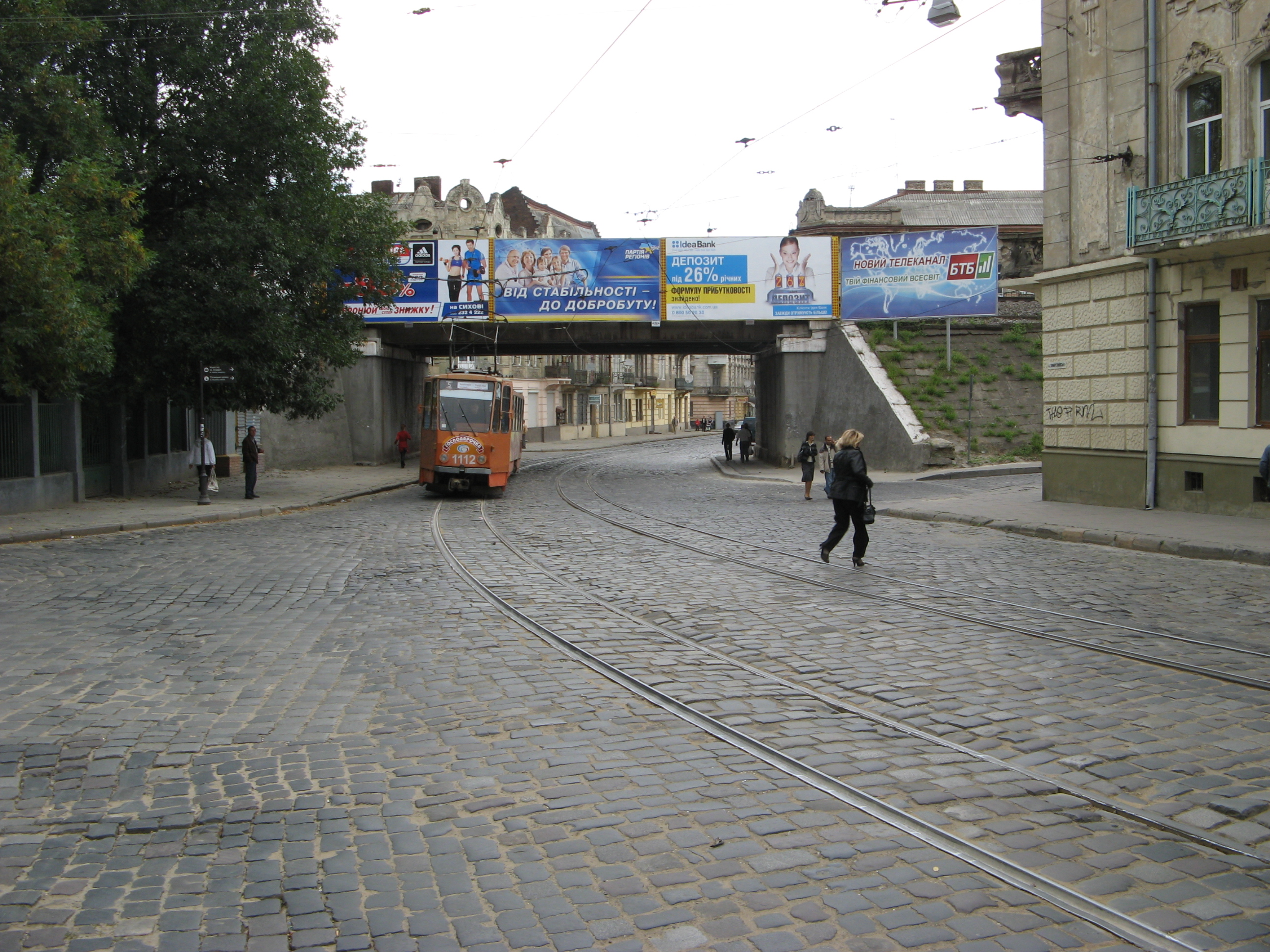
Вулиця Замарстинівська біля перехрестя з вул. Татарською та пл. 700-ліття Львова
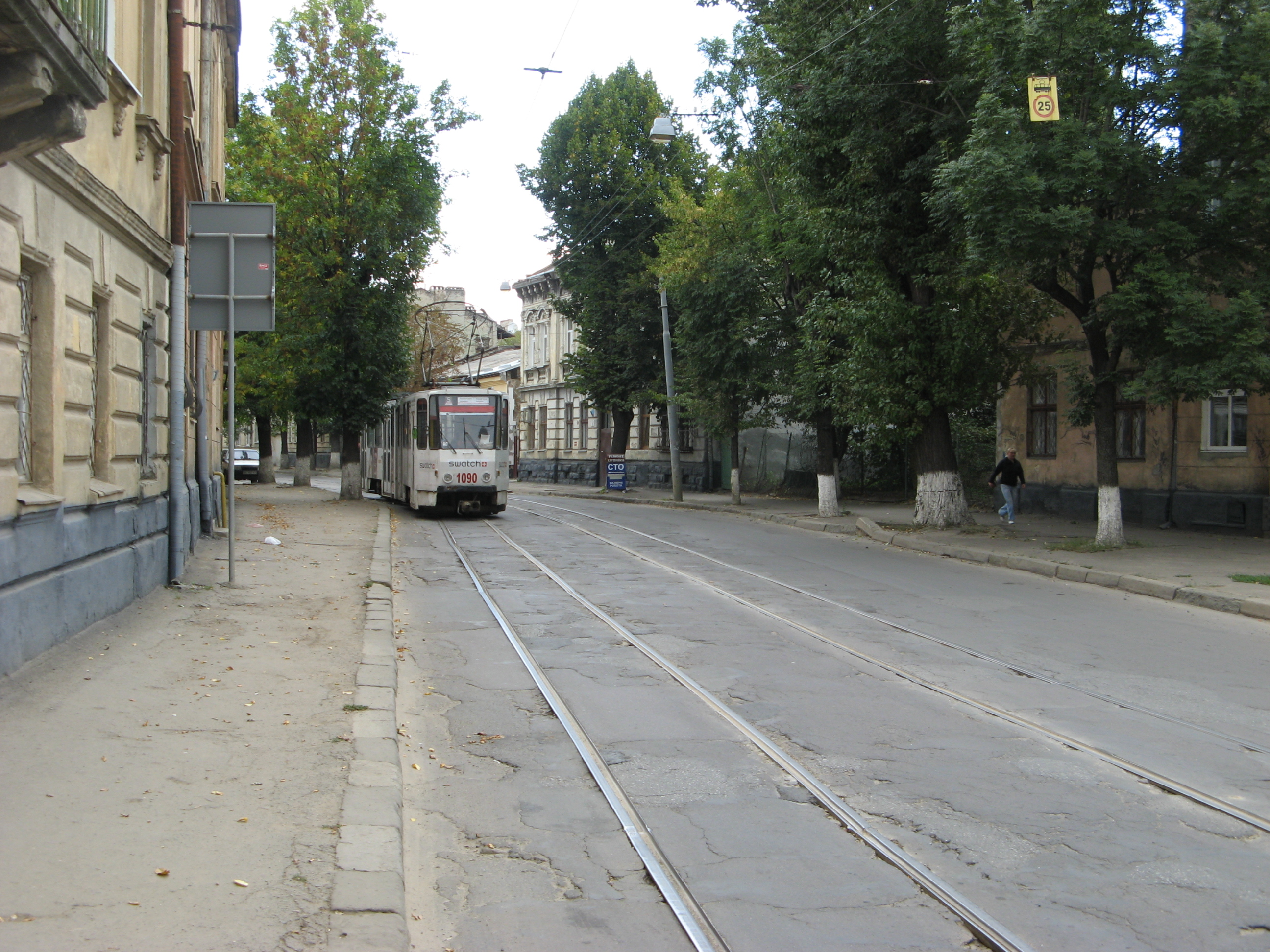
Трамвай на вул. Замарстинівській
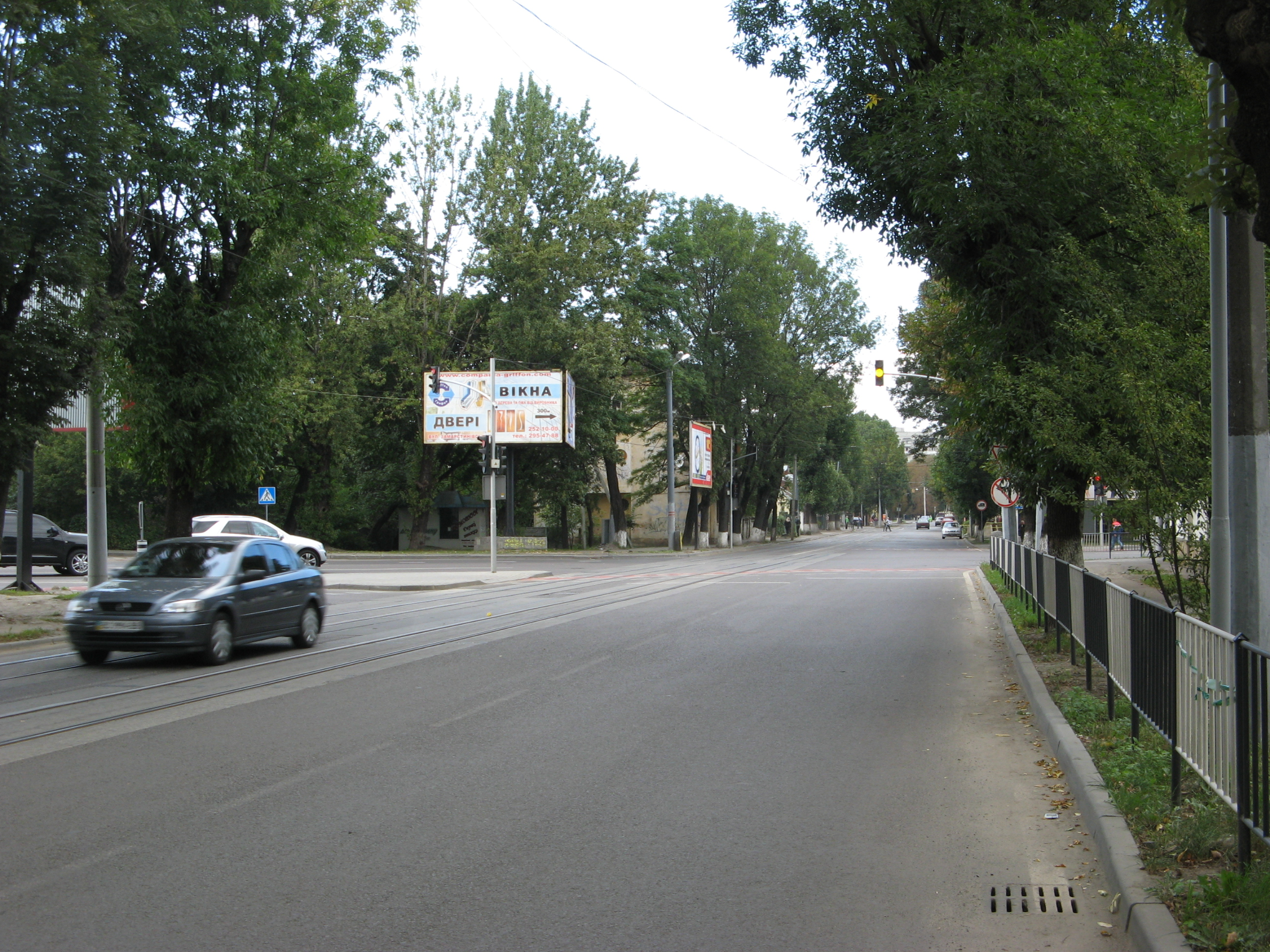
Перехрестя Замарстинівської та Липинського
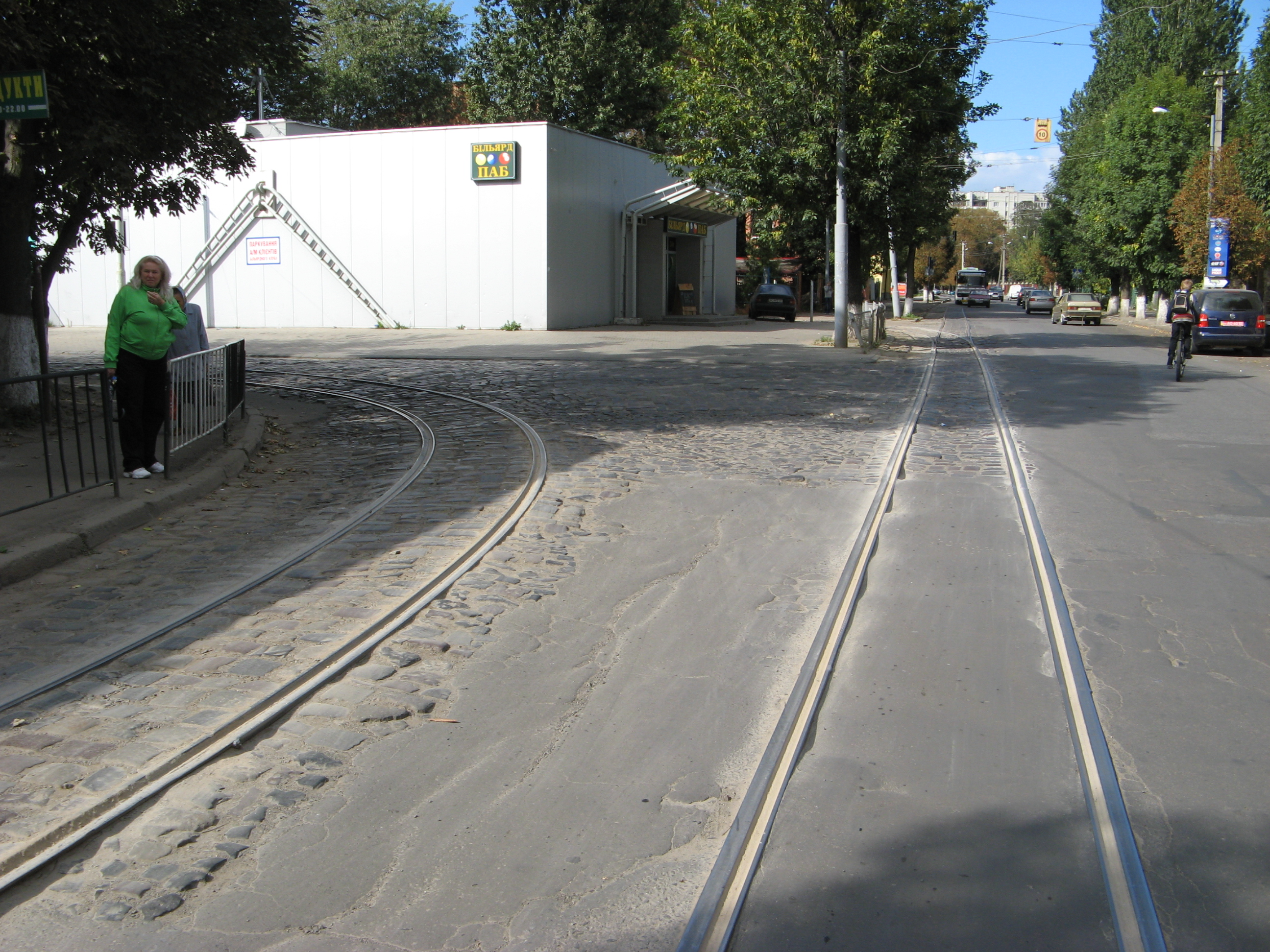
Кінцева (петля) трамваїв № 4 і 5 на вул. Замарстинівській